# Baldur Pfeiffer
Baldur Edmund Pfeiffer (* 2. Oktober 1937 in Würzburg; † 16. Oktober 2018) war ein deutscher Kirchenhistoriker und erster Rektor der Theologischen Hochschule Friedensau.

## Leben
Pfeiffer studierte Theologie am adventistischen Seminar Marienhöhe (1955–1958), Geschichte und Religion am Newbold College, Binfield (1958–1959) sowie Theologie und Geschichte am Middle East College in Beirut (1959–1961). Nach der Rückkehr nach Deutschland heiratete er 1962 Gerlinde née Fischer. Aus der Ehe gingen später zwei Töchter hervor. Im selben Jahr ging er in die USA. Dort erlangte Pfeiffer einen Master in Geschichte an der Andrews University, Berrien Springs. Er kehrte 1964 nach Deutschland zurück. Hier begann er ein Promotionsstudium an der Johannes-Gutenberg-Universität. Die Promotion folgte 1971 in Mainz mit einer Dissertation über Deutschland und der amerikanische Bürgerkrieg. Von 1967 an lehrte er bis 1978 an der Middle East University in Beirut. Während der Zeit absolvierte er ein weiteres Masterstudium an der Near East School of Theology. Darauf kam er nach Deutschland zurück, wo er bis 1980 in der Adventgemeinde Hamburg-Grindelberg als Pastor wirkte. Danach folgte eine Periode als Dozent am Theologischen Seminar Marienhöhe in Darmstadt, er lehrte an dieser Kirchen- und Missionsgeschichte. Dort gründete er das Archiv für europäische Adventgeschichte im Jahr 1980. Dieses befindet sich seit 1997 an der ThHF. Nach der staatlichen Anerkennung Friedensaus als Theologische Hochschule wurde er am 7. September 1991 deren erster Rektor, was er bis 1996 blieb. In dieser Funktion setzte er sich für den Ausbau der Hochschule ein. Darüber hinaus initiierte er die Gründung des Fachbereichs Christliches Sozialwesen.
Im Jahr 2003 erhielt er die Ehrendoktorwürde der kenianischen University of Eastern Africa (Baraton), welche von den Siebenten-Tags-Adventisten betrieben wird. Grundlage war seine Unterstützung von Universitäten in Afrika mit dem Fokus auf die Agrar- und Gesundheitswissenschaften über die von ihm 1996 gegründete Hilfsorganisation „Support Africa“, wo er sich auch weiterhin engagierte. Diese ging kurz vor seinem Tod in ADRA Deutschland auf.
Wissenschaftlich beschäftigte er sich vor allem mit der adventistischen Missionsgeschichte. Er gehörte zu den ersten Forschern, die sich speziell mit der von Europa ausgehenden Mission auseinandersetzten.
Weiterhin war Pfeiffer seit 1980 Beauftragter der Internationalen Vereinigung zur Verteidigung und Förderung der Religionsfreiheit (AIDLR). Die in Bern sitzende Organisation besitzt den Status eines Beraters bei den Vereinten Nationen. In dieser Rolle kam er unter anderem in Kontakt mit dem damaligen Präsidenten Libanons Amin Gemayel, den er im Bereich der Religionsfreiheit beriet. Bei der Zeitschrift der AIDLR Gewissen und Freiheit war Pfeiffer Mitherausgeber.

## Veröffentlichungen (Auswahl)
Monographien
- Deutschland und der amerikanische Bürgerkrieg: 1861–1865. Dissertation., Mainz 1970.
- The European Seventh-Day Adventist Mission in the Middle East 1879–1939. Hundert Jahre nach d. Besuch E. G. Whites im Rheinland. Lang, Frankfurt am Main, Bern 1981, ISBN 3-8204-5918-9.
  - dt.: Die Adventisten im Nahen Osten. 1878–1939. P. Lang, Frankfurt am Main 1996, ISBN 978-3-631-49577-3.
- Die Siebenten-Tags-Adventisten in Deutschland. Bilddokumentation. Advent-Verlag 1989.

Herausgeberschaften
- Seventh-day Adventist contributions to East Africa, 1903–1983. P. Lang, Frankfurt am Main, New York 1985, ISBN 3-8204-7423-4.
- mit Hugh I. Dunton und Borge Schantz (Hrsg.): Adventist missions facing the 21th century. A reader. P. Lang, Frankfurt am Main 1990, ISBN 3-631-42387-X.
- mit George R. Knight und Lothar E. Träder (Hrsg.): Die Adventisten von Hamburg. Von der Ortsgemeinde zur internationalen Bewegung. P. Lang, Frankfurt a. M., Bern 1992, ISBN 3-631-44635-7.